# Magyarország a 2000-es rövid pályás úszó-Európa-bajnokságon
Magyarország a spanyolországi Valenciában megrendezett 2000-es rövid pályás úszó-Európa-bajnokság egyik részt vevő nemzete volt.

## Eredmények

### Férfi
| Versenyző      | Versenyszám    | Előfutam | Előfutam | Előfutam | Elődöntő | Elődöntő | Elődöntő | Döntő   | Döntő    |
| Versenyző      | Versenyszám    | Idő      | Hely.    | Össz.    | Idő      | Hely.    | Össz.    | Idő     | Helyezés |
| -------------- | -------------- | -------- | -------- | -------- | -------- | -------- | -------- | ------- | -------- |
| Bodrogi Viktor | 200 m hát      | 1:57,44  | 4.       | 7.       |          |          |          | 1:55,52 | 4.       |
| Bodrogi Viktor | 50 m pillangó  | 25,38    | 5.       | 25.      | kiesett  | kiesett  | kiesett  | kiesett | kiesett  |
| Bodrogi Viktor | 200 m pillangó | 1:57,71  | 4.       | 5.       |          |          |          | 1:56,34 | 5.       |
| Flaskay Mihály | 50 m mell      | 28,27    | 1.       | 11.      | 28,11    | 6.       | 11.      | kiesett | kiesett  |
| Flaskay Mihály | 100 m mell     | 1:03,17  | 3.       | 21.      | kiesett  | kiesett  | kiesett  | kiesett | kiesett  |